# Geta (obuwie)

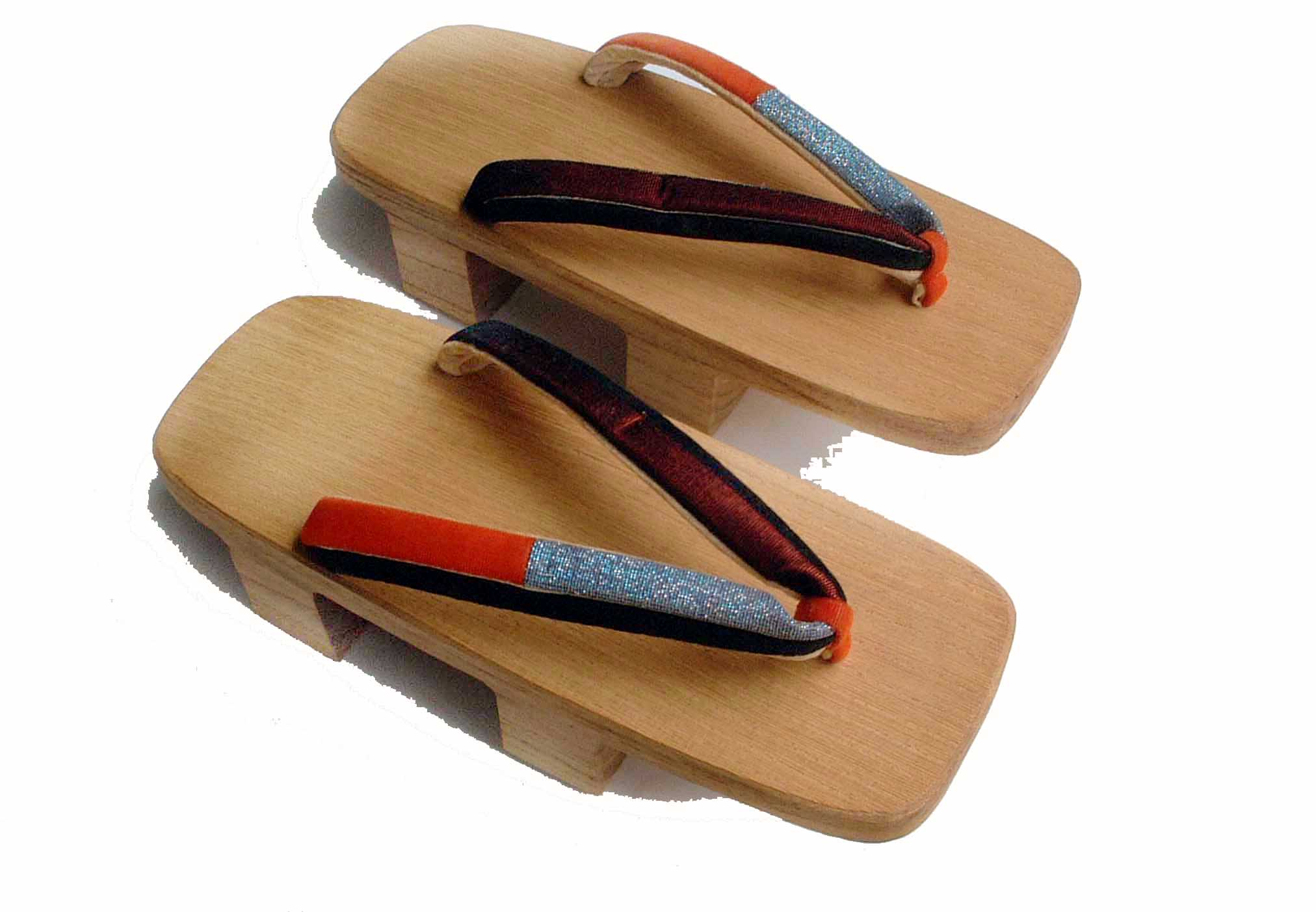
Para geta

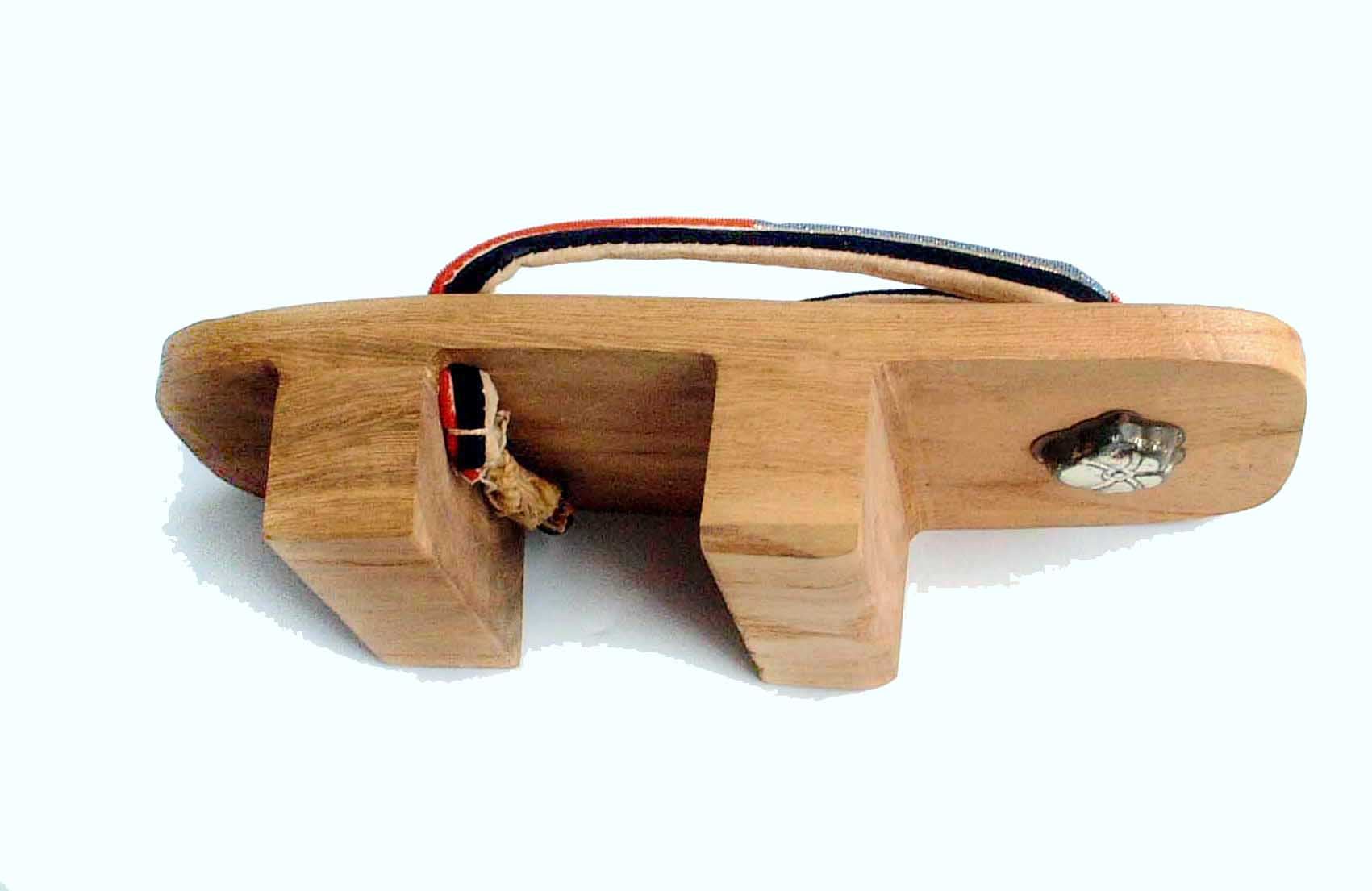
Geta od spodu

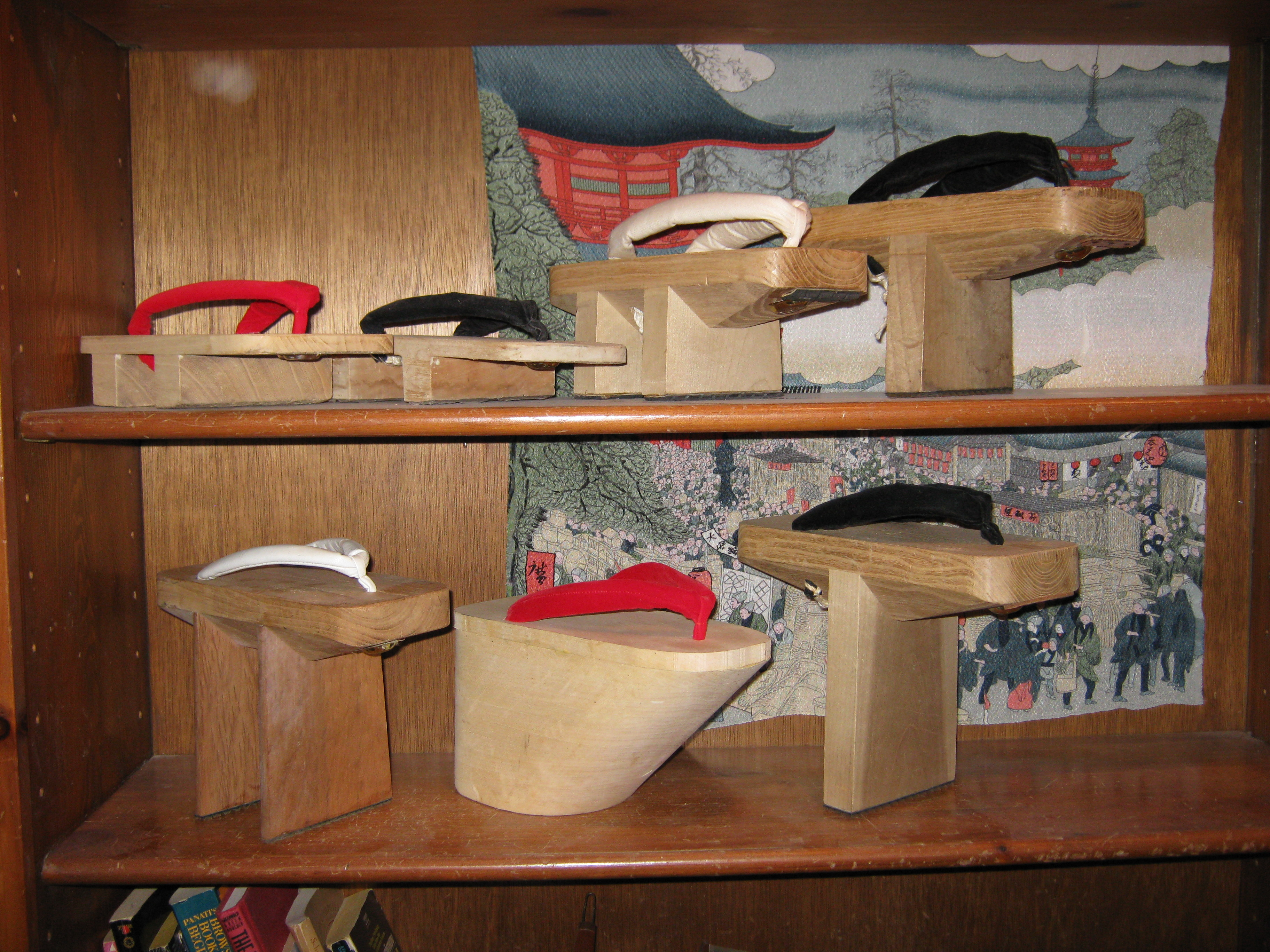
Różne rodzaje geta

Geta (jap. 下駄) – drewniane obuwie japońskie, noszone do tradycyjnych strojów japońskich, takich jak kimono czy yukata.

## Rodzaje
Istnieje kilka odmian geta. Najbardziej znane na Zachodzie składają się z drewnianej deseczki nazywanej dai (jap. 台; stojak), na której opiera się stopa oraz paska materiału hanao (jap. 花緒) przechodzącego między dwoma pierwszymi palcami. Dwa dodatkowe kawałki drewna przymocowane pod główną deseczką to „zęby” (jap. 歯 ha) wydające przy chodzeniu charakterystyczny, klekoczący dźwięk karankoron (jap. カランコロン).
Istnieją geta z zaokrąglonymi lub prostokątnymi dai, z pojedynczym „zębem”, a także inne, bardzo przypominające zachodnie chodaki. Paski często są farbowane lub malowane w różne wzory.

## Kultura
- Geta są często uważane za nieformalne obuwie, noszone latem do yukaty, ale mogą też zastępować inne rodzaje sandałów podczas deszczu lub śniegu, zapobiegające zamoczeniu nóg.
- Zgodnie z japońskim przesądem, zerwanie paska przy geta przynosi pecha.
- Popularne japońskie powiedzenie mówi „nie wiesz, dopóki nie założysz geta”, co można przetłumaczyć jako „nie da się określić wyniku, dopóki gra się nie zakończy”.